# ゾンビランド
『ゾンビランド』（Zombieland）は、2009年のアメリカ映画。ゾンビ・コメディ映画。
出演はウディ・ハレルソン、ジェシー・アイゼンバーグ、エマ・ストーン、アビゲイル・ブレスリンでゾンビによる世界の終末を舞台にしている。監督はルーベン・フライシャー。
邦題は当初『ようこそゾンビランドへ』になる予定であったが、後に『ゾンビランド』に変更された。日本ではR15指定。
2019年に続編『ゾンビランド:ダブルタップ』(Zombieland: Double Tap) が公開された。

## ストーリー
謎の新型ウイルスに感染した者がゾンビと化し、そのウイルスは爆発感染を引き起こし、猛烈な勢いで全世界へと広まっていった。それから数か月、地球上は人食いゾンビで埋め尽くされ、人類はほぼ絶滅状態となった。アメリカに住む人間の大半もこのウイルスに感染し、アメリカはまさに「ゾンビランド」となっていた。大学生のコロンバスは、テキサス州ガーランドでも数少ない生き残りの1人だった。臆病で胃腸が弱く、引きこもりで友達もいないネットゲームおたくの彼は「ゾンビの世界で生き残るための32のルール」を作り、それを慎重に実践して生き延びてきた。彼は両親の住むオハイオ州コロンバスへと向かう旅の途中、屈強な腕力と抜群の射撃テクニックでゾンビ地獄を生き延びてきたワイルドな男タラハシーと出会い、彼の車に同乗させてもらう。タラハシーは過去の辛い経験からゾンビを心底憎み、それらを駆逐することに異様なまでの執念を抱いていた。
タラハシーが好物の菓子トゥインキーを探している最中、2人は廃墟と化した大型スーパーで、迫りくるゾンビ軍団を倒しながら、ウィチタとリトル・ロックと名乗る姉妹と出会う。プロの詐欺師だった彼女たちは、妹のリトル・ロックがゾンビに噛まれたと偽って、一度はコロンバスとタラハシーの武器と車を奪い逃亡するが、やがて安全のためにお互いの必要性を感じ、行動を共にすることになる。
コロンバスは、ウィチタからオハイオがすでに壊滅状態であることを知らされ、実家に戻ることをあきらめ、4人で旅を続ける。4人の目的地はロサンゼルス郊外にある遊園地パシフィック・プレイランド。そこにはゾンビがいないと噂されており、彼らはその噂にかすかな望みをかけたのだった。途中、彼らはビバリーヒルズの高級住宅街にあるハリウッド・スターの豪邸を物色し、楽しい数日を過ごした。4人の友情は深まっていき、特にコロンバスのウィチタへの想いは強くなるが、ウィチタとリトルロックはある朝、男たちを残して消えてしまう。
ウィチタとリトルロックの向かった先はパシフィック・プレイランドであり、貸切状態の遊園地で2人は楽しく遊んでいたが、遊園地を照らす照明を見たゾンビが集まって2人を襲う。一方、置き去りにされたタラハシーはメキシコ行きを提案するが、ウィチタの後を追うと主張するコロンバスに負けて遊園地に向かう。タラハシーとコロンバスはゾンビを片付けて遊具に釘付け状態になっていたウィチタとリトルロックを救う。ウィチタはコロンバスに本名を打ち明け、タラハシーはリトルロックからもらったトゥインキーに満足する。コロンバスは一行3人を家族同様に感じ絆を深める。一行4人が車で遊園地を後にするシーンで終わる。

## キャスト
※括弧内は日本語吹替
- タラハシー - ウディ・ハレルソン（山路和弘）
- コロンバス - ジェシー・アイゼンバーグ（小川輝晃）
- リトルロック - アビゲイル・ブレスリン（伊藤静）
- ウィチタ - エマ・ストーン（甲斐田裕子）
- コロンバスの隣人（406号） - アンバー・ハード（中司ゆう花）
- ビル・マーレイ（本人役）（安原義人）

## 32のルール
コロンバスが自らに課した生き残るために重要なルールであり、劇中でも重要な要素である。
- ルール1、有酸素運動
- ルール2、二度撃ちして止めを刺せ
- ルール3、トイレに用心
- ルール4、シートベルトをしろ
- ルール5、ゾンビを発見したらまず逃げろ
- ルール6、フライパンでぶっ叩け
- ルール7、旅行は身軽であれ
- ルール8、クソったれな相棒を見つけろ
- ルール9、家族・友人でも容赦しない
- ルール10、素早く振り向け
- ルール11、静かに行動すべし
- ルール12、バウンティ・ペーパータオルは必需品
- ルール13、異性の誘惑には注意
- ルール14、ショッピングモールは補給基地
- ルール15、ボウリングの球をぶん投げろ
- ルール16、人の集まる場所は避けろ
- ルール17、英雄になるな
- ルール18、準備体操を怠るな
- ルール19、葬儀・埋葬の必要はない
- ルール20、人を見たらゾンビと思え
- ルール21、ストリップクラブは避けろ
- ルール22、逃げ道を確保しろ
- ルール23、金品よりも食料確保
- ルール24、生き残るためには犯罪も
- ルール25、火の用心
- ルール26、肌の露出は最小限に
- ルール27、就寝前には安全確認
- ルール28、食事と風呂は短時間で
- ルール29、二人組で行動しろ
- ルール30、予備の武器を持て
- ルール31、後部座席を確認しろ
- ルール32、小さいことを楽しめ

## 評価

### 評論
レビューサイトのRotten Tomatoesでは89%の支持率、Metacriticでは73点のスコアを獲得するなど、高く評価された。クエンティン・タランティーノは本作を2009年のベスト5位とした。

### 興行成績
北米では製作費とほぼ同額の2473万3155ドルを公開初週末に稼いで興行収入一位となった。2010年4月27日までに北米で約7500万ドル、全世界で1億ドル以上を稼いでいる。ゾンビ映画としては、『ドーン・オブ・ザ・デッド』を超えて北米トップの成績である。

### 受賞・ノミネート
| 受賞とノミネート                 | 受賞とノミネート           | 受賞とノミネート                     | 受賞とノミネート |
| 賞                               | 部門                       | 候補                                 | 結果             |
| -------------------------------- | -------------------------- | ------------------------------------ | ---------------- |
| クリティクス・チョイス・アワード | コメディ映画賞             | コメディ映画賞                       | ノミネート       |
| デトロイト映画批評家協会賞       | 助演男優賞                 | ウディ・ハレルソン                   | ノミネート       |
| デトロイト映画批評家協会賞       | アンサンブル演技賞         |                                      | ノミネート       |
| エンパイア賞                     | ホラー映画賞               | ホラー映画賞                         | ノミネート       |
| Golden Schmoes                   | コメディ賞                 | コメディ賞                           | ノミネート       |
| Golden Schmoes                   | ホラー映画賞               | ホラー映画賞                         | 受賞             |
| Golden Schmoes                   | サプライズ賞               | サプライズ賞                         | ノミネート       |
| Golden Schmoes                   | クーレスト・キャラクター賞 | タラハシー                           | ノミネート       |
| Golden Schmoes                   | アクションシーン賞         | タラハシー vs.アミューズメントパーク | ノミネート       |
| Golden Schmoes                   | 記憶に残るシーン賞         | ビル・マーレイのカメオ               | 受賞             |
| Golden Schmoes                   | T&A賞                      | エマ・ストーン                       | ノミネート       |
| サターン賞                       | ホラー映画賞               | ホラー映画賞                         | ノミネート       |
| サターン賞                       | 助演男優賞                 | ウディ・ハレルソン                   | ノミネート       |
| シッチェス映画祭                 | 観客賞                     | ルーベン・フライシャー               | 受賞             |
| セントルイス映画批評家協会賞     | コメディ映画賞             | コメディ映画賞                       | ノミネート       |

## 続編
日本では『ゾンビランド：ダブルタップ』として2019年11月22日に公開された。